# مقاطعة شيخ
مقاطعة شيخ (بالصومالية: Degmada Sheekh)‏ هي مقاطعة في محافظة الساحل في أرض الصومال (توغدير سابقا حتى عام 1998)، عاصمتها مدينة شيخ.

## رؤية عامة
يستوطن مقاطعة شيخ عشائر صومالية أبرزها عشيرة عيسى موسى من قبيلة هبر أول و موسى عبد الله من قبيلة هبر يونس من جرحجيس.
تشتهر مدينة شيخ عاصمة المقاطعة بالعديد من المواقع الأثرية والمناظر الطبيعية الجبلية.

## روابط خارجية
- مقاطعات الصومال
- الخريطة الإدارية لمقاطعة شيخ